# Brug bij Meerhout-Vorst
De brug bij Meerhout-Vorst is een liggerbrug over het Albertkanaal nabij Vorst in de Belgische gemeente Laakdal. In december 2020 werd de oude brug afgebroken om plaats te maken voor een nieuwe, hogere boogbrug. Deze heeft een doorvaarthoogte van 9,10 meter en een doorvaartbreedte van 86 meter.